# Jaguar Wright

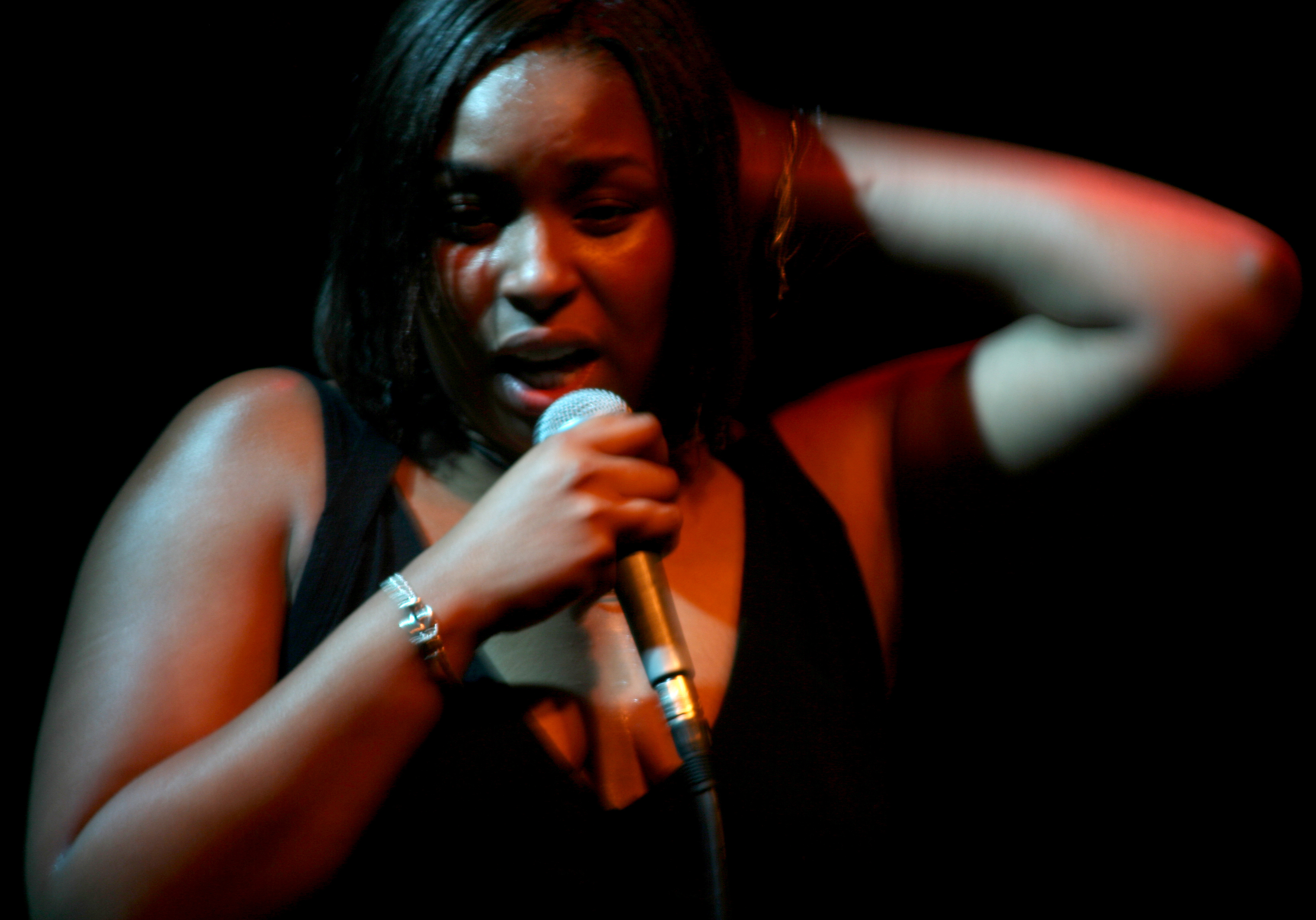
Jaguar Wright (2008)

Jaguar Wright (* 1977 in Philadelphia, Pennsylvania, Vereinigte Staaten; richtiger Name Jacquelyn Wright) ist eine US-amerikanische Contemporary R&B- und Jazz-Sängerin.

## Leben
Wright wuchs in einer christlichen Familie auf, in der keine populäre Musik gespielt wurde. Im Jahre 1993 bekam sie ihr erstes Kind, heiratete und wurde 2002 zum zweiten Mal Mutter.
Wright fing ihre musikalische Karriere mit der Hip-Hop-Band Philly Blunts an. Anschließend arbeitete sie als Backgroundsängerin, bis sie 1999 ihre Solokarriere startete. Ein Auftritt bei der Offenen Bühne „Black Lily“ in ihrer Heimatstadt führte zu weiteren Einladungen zu dieser Veranstaltung, wo sie irgendwann von MCA wahrgenommen und verpflichtet wurde. Erste Erfolge erreichte sie auf einer Tournee mit der Band The Roots. Anfang 2002 erschien das Debütalbum Denials, Delusions and Decisions, das ein Neo-Soul-Album mit jazzigen und funkigen Einflüssen ist. Drei Jahre später erschien Divorcing Neo 2 Marry Soul. 2009 veröffentlichte sie die Songs Beautiful und Surely Shawty als kostenlose Downloads im Internet.

## Diskografie

### Studioalben
- 2002: Denials, Delusions and Decisions (Billboard R&B/Hip-Hop Albums Chart #16)
- 2005: Divorcing Neo 2 Marry Soul (Billboard R&B/Hip-Hop Albums Chart #53)

### Singles
- 2002: I Can’t Wait (Duett mit Bilal)
- 2002: The What If’s
- 2005: Free
- 2005: Flower